# 七里香 (專輯)
《七里香》是台灣歌手周杰伦發行第五張國語專輯。由台湾新力音乐于2004年8月3日发行。

## 曲目
| CD       | CD                   | CD       | CD       | CD    |
| 曲序     | 曲目                 |          | 编曲     | 时长  |
| -------- | -------------------- | -------- | -------- | ----- |
| 1.       | 我的地盘             | 方文山   | 洪敬尧   | 4:02  |
| 2.       | 七里香               | 方文山   | 钟兴民   | 4:57  |
| 3.       | 藉口                 | 周杰伦   | 周杰伦   | 4:18  |
| 4.       | 外婆（女声：张欣瑜） | 周杰伦   | 周杰伦   | 4:02  |
| 5.       | 将军                 | 黄俊郎   | 洪敬尧   | 3:22  |
| 6.       | 搁浅                 | 宋健彰   | 钟兴民   | 3:58  |
| 7.       | 乱舞春秋             | 方文山   | 钟兴民   | 4:37  |
| 8.       | 困兽之斗             | 刘畊宏   | 蔡科俊   | 4:27  |
| 9.       | 园游会               | 方文山   | 洪敬尧   | 4:13  |
| 10.      | 止战之殇             | 方文山   | 周杰伦   | 4:34  |
| 总时长： | 总时长：             | 总时长： | 总时长： | 42:30 |

## 制作团队
| 录音工程 - 柯宗佑（#1、#7） - 戴建宇（#1、#6） - 杨大纬（#2） - 杨瑞代（#3~#5、#8~#10） 弦乐录音师 - 北京：林哲民（#2、#6） 混音工程 - 杨大纬（#1~#10） Programmer | 录音室 - ALFA STUDIO（#1~#10） 弦乐录音室 - 北京：北京OASIS录音棚（#2、#6） 混音室 - 杨大纬录音工作室（#1~#10） Scratch - 郭正男（#1、#5、#7） |

| 乐器演奏 吉他 - 黄中岳（#2、#7） - 蔡科俊（#6、#8） 鼓 - 陈柏州（#2、#4、#6~#8） 鋼琴 - 周杰倫（#3、#6、#10） 貝斯 - 陳任佑（#3、#6） 口琴 - 李茂村（#8） 和声编写 - 周杰伦（#1~#5、#7~#10） 和声 - 周杰倫（#1~#5、#7~#10） - 張欣瑜（#4） 弦乐编写 - 钟兴民（#2、#6） 弦乐演奏 - 中国爱乐（#2、#6） | 第一小提琴 - 陈允（#2、#6） - 曾诚（#2、#6） - 王洋（#2、#6） - 后则周（#2、#6） - 张晗（#2、#6） - 高奕丽（#2、#6） - 贾梅（#2、#6） 第二小提琴 - 李博彦（#2、#6） - 严柯（#2、#6） - 史丹（#2、#6） - 后昆年（#2、#6） - 刘玉琪（#2、#6） - 简蓓（#2、#6） 中提琴 - 毛新光（#2、#6） - 张安详（#2、#6） - 曹飞（#2、#6） - 李明（#2、#6） 大提琴 - 黄远泽（#2、#6） - 关大伟（#2、#6） - 郭筱姮（#2、#6） - 刘宇冬（#2、#6） 低音提琴 - 劭士坆（#2、#6） - 张小迪（#2、#6） |

## 軼聞
- 擔任〈七里香〉MV的女主角是當時尚未走紅的田中千繪（《海角七號》的女主角），〈藉口〉及〈止戰之殤〉的音樂錄影帶在海參崴取景。
- 〈外婆〉MV特別邀請周杰倫的外婆參演。而歌词中有一段张欣瑜（并非周杰伦表妹）的RAP：“记得去年外婆的生日，表哥带我和外婆参加，她最最重视的颁奖典礼。结果却拿不到半个奖......”意指周杰伦2002年的专辑《八度空間》在2003年度台灣第14屆金曲獎頒獎典禮中虽然获得提名，但没有获奖一事。[3]

## 奖项与提名
| 奖项                       | 提名                | 结果 |
| -------------------------- | ------------------- | ---- |
| 最佳國語流行音樂演唱專輯獎 | 《七里香》          | 提名 |
| 最佳作曲人獎               | 周杰倫/《七里香》   | 提名 |
| 最佳音樂錄影帶導演獎       | 鄺盛/《止戰之殤》   | 提名 |
| 最佳音樂錄影帶導演獎       | 鄺盛/《外婆》       | 提名 |
| 最佳作詞人獎               | 方文山/《止戰之殤》 | 提名 |
| 最佳國語男演唱人獎         | 周杰倫/《七里香》   | 提名 |

## 外部連結
- 幻聽歌詞